# كريستينا هولي
كريستينا هولي، المعروفة بين زميلاتها بـ زي  هي مبتكرة أمريكية هنغارية، وسيدة أعمال، ومغامرة. وهي مضيفة مجموعة فن صناعة البودكاست ومؤسسة وكبيرة محققي «ميك أت إن لا»، الذي تم إطلاقه منذ كونها سيدة أعمال في منصب رئيس بلدية لوس أنجليس جاريسي. 
اشتهرت بأنها مبدعة للتديكس الأول المدير التنفيذي المؤسس لمركز ديشباندي للابتكار التكنولوجي في معهد ماساتشوستس للتكنولوجيا ونائب وكيل الابتكار والإبداع المدير التنفيذي لمركز ستيفنز للابتكار في جامعة جنوب كاليفورنيا.كانت مؤسِّسة أو عضوًا رئيسيًا في فريق من الشركات الناشئة المتنوعة للتقنية، بما في ذلك ابتكار ستايلس، وتقنيات إصابة مباشرة، وجيفيس سوليوشنز، وكانت من أبرز داعمي الدراجات الجبلية في نيو إنجلاند منذ عقد من الزمان.
وهي متبرعة مؤسسة وعضوة مجلس إدارة في ريفر لا،  وتخدم في مجلس TTI / Vanguard هو عبارة عن عضوية بحثية متقدمة في مجال التكنولوجيا للمديرين التنفيذيين رفيعي المستوى،، وكانت مستشارة لعشرات من الشركات والمؤسسات الأخرى، بما في ذلك إدارة أوباما عضو افتتاحية في المجلس الاستشاري الوطني للابتكار وريادة الأعمال،  وعضو مجلس الأعمال العالمي في المنتدى الاقتصادي العالمي تقديم المشورة في مجالات ريادة الأعمال   والتصنيع. هي متزوجة وتقيم في لوس أنجلوس.

## النشأة
وُلدت كريستينا هولي لوالدين مجريين وكتبت عن تأثرها الكبير بقصصهم الخاصة بالفرار من وطنهم عام 1956 وكونهم لاجئين في أمريكا. من سن مبكرة اعتقدت أنها سوف تكون سيدة أعمال. ألتحقت بمعهد ماساتشوستس للتكنولوجيا وحصلت على درجة البكالوريوس والماجستير في الهندسة الميكانيكية.  فازت هي وكل من مايكل كاسيدي وجون باروس في مسابقة خطة عمل معهد ماساتشوستس للتكنولوجيا في عام 1991 مع شركة ابتكار ستايلس، التي حصلت عليها شركة أرتيسوفت في عام 1996 مقابل 12.8 مليون دولار.

## المهنة
ابتكرت كريستينا هولي "TEDxUSC"، أول حدث TEDx على الإطلاق في عام 2009،  والذي ألهم حتى الآن أكثر من 15000 حدث مماثل على مستوى العالم. في دورها كجهة تنظيم ومضيف لـ TEDxUSC على مدى أربع سنوات، اكتشفت وتدرّبت أكثر من 60 مُقدِّمًا حققت مقاطع الفيديو 12 مليون مشاهدة عبر الإنترنت.  من 2006-2012، كانت نائبة رئيس قسم الابتكار في جامعة جنوب كاليفورنيا ومديرة تنفيذية مؤسّسة في مركز USC Stevens للابتكار. من 2002-2006 كانت المديرة التنفيذية المؤسسة لمركز MIT Deshpande. بينما كانت في MIT و USC، ساعدت في توسيع أنظمة الابتكار في بوسطن ولوس أنجلوس وساعدت المراكز على إنشاء 39 شركة ناشئة تعتمد على الأبحاث الجامعية.
في وقت مبكر من حياة هولي كانت المؤسس المشارك لشركة رائدة الاتصالات الهاتفية عبر الكمبيوتر، ابتكار ستايلس (التي حصلت عليها أرتيسوفت)  وانضمت لاحقًا إلى شركات أخرى ناشئة في مجال التكنولوجيا والإعلام، بما في ذلك شركة تقنيات إصابة مباشرة (التي حصلت عليها من قبل أسك جيفيس) وجيفيس سوليوشنز. بين الشركات الناشئة قضت هولي ما يقرب من ثلاث سنوات في الإنتاج الوثائقي. 
بدأت هولي مسيرتها المهنية كباحثة جامعية في مختبر MIT Media Lab، حيث عملت على الفريق الذي أنشأ أول صورة هولوغرافية انعكاسية للانعكاسات الحاسوبية في العالم. وفي وقت لاحق، طوّرت برنامجًا آليًا لتتبع اللحام النافذ للمحرك الرئيسي للمكوك الفضائي، وأنشأت روبوتًا كبيرًا لعين مختبر MIT AI.
تم اختيار هولي للقب بطل المؤسسة الحرة من قبل فوربس في عام 2009. وقالت انها كانت مساهما لمجلة فوربس، مجلة الإيكونوميست،  بيزنس،  هافينغتون بوست سي أن أن، ، وكالة ناسا أسك،  إستراتيجية + الأعمال، منتدى الاقتصادية العالمية،  العلوم التقدم،  إدارة الابتكار، ومجلة الدراجات الجبلية. عملت أيضًا كعضو مجلس إدارة أو مستشار للعديد من المنظمات وهي عضو في منظمة YPO. في عام 2013، عملت كريستينا كمرشدة لUnreasonable at Sea، مسرّع للأعمال التكنولوجيا لأصحاب المشاريع الاجتماعية التي تسعى إلى توسيع نطاق مشاريعهم في الأسواق الدولية، التي تأسست من قبل Unreasonable at Sea، Semester at Sea، ومعهد بلاتنر هاسو ستانفورد للتصميم.

## الهوايات
هولي هي لاعبة قفز حر مرخص ومدربة غوص،  متزحلقة في المناطق الريفية/ التزلج والانحدار في التزلج على التلال أو أسلوب هبوط في القفز على التزلج، مغامرة مسافرة، راكبة دراجة نارية جبلية، غواصة،  وعلى معرفة قوية بالطعام الأصيل.

## روابط خارجية
- Official bio
- LinkedIn profile
- The Art of Manufacturing podcast page